# Lijst van Belgische deelnemers aan de Paralympische Winterspelen 2018
Deze lijst van Belgische deelnemers aan de Paralympische Winterspelen 2018 in Pyeongchang geeft een overzicht van de sporters die hebben deelgenomen aan deze Spelen.
| Paralympiër    | Sport       | Onderdeel                                          | Ervaring   |
| -------------- | ----------- | -------------------------------------------------- | ---------- |
| Eléonor Sana   | Alpineskiën | Afdaling Super-G Super-combiné Slalom Reuzenslalom | Debutant   |
| Jasper Balcaen | Alpineskiën | Super-G Super-combiné Slalom Reuzenslalom          | 2de Spelen |

Eléonor Sana droeg de Belgische vlag tijdens de openingsceremonie.